# Бани Баязида
Бани Баязида (тур. Beyazıt Hamamı) — исторический хамам в Стамбуле (Турция), один из крупнейших в городе. Ранее он был частью кюллие (религиозного и благотворительного комплекса) мечети Баезида, расположенной неподалёку, к востоку от хамама:130.

## История

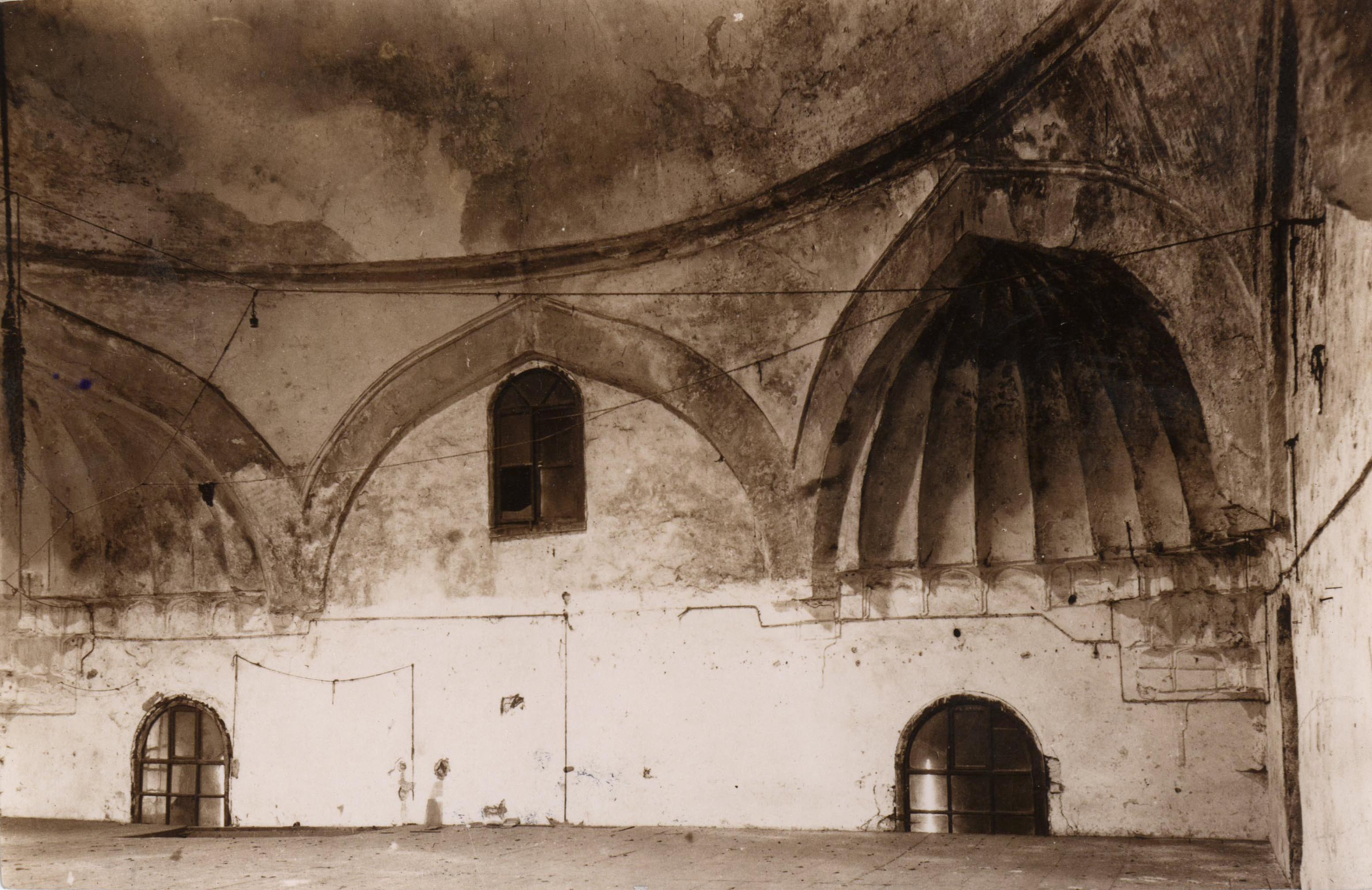
Интерьер джамекана хамама (старая фотография)

Мечеть Баязида II и кюллие являются одними из старейших примеров имперской мечети и благотворительного комплекса в Стамбуле (старше их только мечеть и комплекс Фатиха). Мечеть Баязида II была построена в период между 1500 и 1505 годами, а её медресе — в 1507 году, комплекс включал в себя также имарет (общественную столовую), караван-сарай и несколько мавзолеев (тюрбе). Архитектор мечети точно не известен, но ряд исследователей называют Якубшаха ибн Исламшаха наиболее вероятным главным архитектором, по другой версии им мог быть Хайреддин, хотя точно известно, что один из помощников Якубшаха сменил его при завершении строительства медресе. Бани Баязида упоминается в документах в 1507 году, что свидетельствует о том, что к тому времени они уже были возведены. Уже вскоре после этой даты хамам был передан вакфие (вакуф) для другого кюллие по инициативе Гюльбахар-хатун, жены султана Баязида II и матери султана Селима I (хотя некоторые источники утверждают, что Гюльбахар-хатун сама заказала строительство хамама и пожертвовала его комплексу мечети Баязида). В фундаменте баней Баязида были обнаружены фрагменты древней триумфальной колонны с соседнего форума Феодосия.
Бани Баязида были реконструированы после пожара в 1714 году. Известность этому хамаму принёс Патрон Халил, лидер восстания, вызванного экономическими причинами, но приведшего к свержению султана Ахмеда III в 1730 году и восшествию на престол Махмуда I, который, предположительно, работал служителем в банях Баязида (теллаком). Патрон Халил же был казнён вместе с тысячами тех, кто стоял за ним, и бани стали местом, которое, как опасалось правительство, где могли зародиться социальные волнения. Согласно указу султана 1734—1735 годов все работники бань должны были быть зарегистрированы, также были введены меры, дискриминирующие албанских работников. В случае, если они покидали Стамбул, чтобы посетить свои родные места, по возвращении им запрещалось работать в банях. Кроме того, новые работники бань должны были происходить либо из Стамбула, либо из Анатолии, тем самым они вытесняли албанцев из этой сферы деятельности. Хотя это и происходило медленно, в долгосрочной перспективе это привело к увеличению числа анатолийских работников, особенно из Сиваса и Токата, в стамбульских банях.
К концу XX века хамам находился в аварийном состоянии. В 2000 году он был экспроприирован и передан в собственность Стамбульскому университету. Реконструкция баней Баязида началась в 2003 году и в 2010 году ещё продолжалась. В 2013 году их стали преобразовать в музей, в мае 2015 года хамам Баязида открылся как Музей культуры турецкого хамама (тур. Türk Hamam Kültürü Müzesi) с выставочными залами и экспонатами, рассказывающими об истории и культуре, связанными с банями Стамбула.

## Архитектура

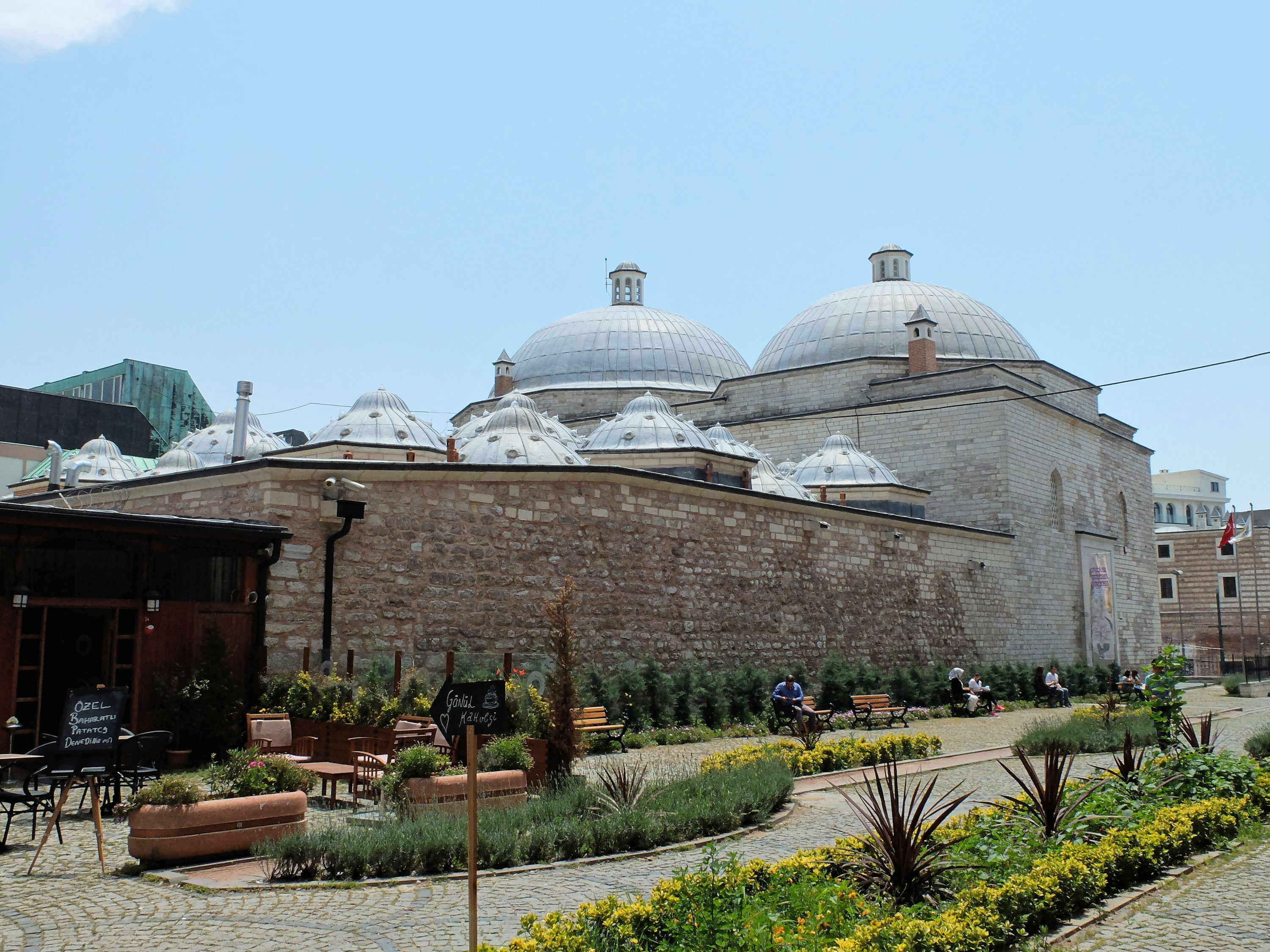
Купола хамама в 2016 году

Бани Баязида — один из крупнейших хамам в городе, считающийся ярким образцом облика хамама в эпоху классической османской архитектуры. Из-за своего монументального внешнего вида и высокого входного портала он получил прозвище Хамам-и Кебир («Большая баня»). Бани Баязида представляют собой двойной хамам, то есть состоящий из двух отделений: одно для женщин, другое для мужчин. Каждое из них состояло из огромной куполообразной комнаты, камекана (раздевалки, также определяемой как холодная комната или согуклук), за которым следуют иликлик (тёплая или промежуточная комната) и харарет (горячая комната). Женский камекан немного меньше мужского. Купол мужского камекана имеет диаметр в 15 метров. Тёплая комната состоит из помещения с тремя крыльями, обладающим центральным куполом и тремя куполами, расположенными под прямым углом вокруг него, с двумя дополнительными комнатами в углах между ними. Горячая комната имеет аналогичную планировку, за исключением того, что она обладает четырьмя крыльями (каждое с куполом), расположенными крест-накрест, с куполообразной комнатой в каждом из образуемых углов. Интерьер хамама был украшен резной лепниной, схожей с более ранними образцами, найденными в памятниках Эдирне. В углах куполов сохранились оригинальные украшения. Купола камекана украшают рифлёные тромпы, купола тёплой комнаты — тромпы в виде мукарн, а купола горячей комнаты — тромпы с резьбой в виде арабески.